# Sofia Kenin
Sofia Kenin (Moscú, Rusia; 14 de noviembre de 1998) es una jugadora de tenis estadounidense de origen ruso. Ha conseguido su ranking más alto como n.º 4 del mundo, logrado el 9 de marzo de 2020, y un ranking de dobles de n.º 26 que alcanzó el 12 de agosto de 2024. Fue la Jugadora del Año de la WTA 2020, un premio que obtuvo al ganar el Abierto de Australia 2020 y ser subcampeona en el Roland Garros. Kenin ha ganado cinco títulos individuales y cuatro dobles en el WTA Tour, incluido el Torneo de Pekín 2019 y el Masters de Miami 2024 en el nivel WTA 1000, ambos con Bethanie Mattek-Sands.

## Trayectoria

### Primeros años
Kenin hizo su debut en Grand Slam en el US Open 2015, cuando recibió una wildcard (tarjeta de invitación) para el cuadro principal, a los 16 años. 0  

### 2017: Inició en el Circuito Profesional
Kenin comenzó su carrera profesional en 2017, participando en torneos ITF y WTA. Su enfoque inicial fue en los eventos de la ITF, donde logró varios títulos, lo que ayudó a establecer su reputación en el circuito. Ganó su primer título profesional en un torneo ITF en 2017, lo que marcó el comienzo de su carrera. En el US Open 2017 ganó su primer partido de Grand Slam tras vencer en primera ronda a su compatriota Lauren Davis, preclasificada entonces en el puesto 32.

### 2018: Ascenso Continuo
A finales de 2018, Kenin había alcanzado el puesto 64 en el ranking WTA, lo que reflejaba su progreso constante. Ganó dos títulos en eventos ITF y comenzó a participar en algunos torneos WTA, mostrando su potencial en la competencia más alta.

### 2019: Revelación en el Circuito
Kenin terminó el año en el puesto 12 del ranking WTA, consolidándose como una de las jóvenes promesas del tenis femenino. En enero de 2019 estrenó su palmarés WTA con el título de dobles logrado junto a la canadiense Eugenie Bouchard en Auckland (Nueva Zelanda). Ganó su primer título WTA en el Abierto de Hobart,  doblegando en la final en dos sets a la eslovaca Anna Schmiedlová. Con el título, el 14 de enero de 2019 Sofia lograría llegar a su mejor clasificación en la WTA hasta entonces, situándose número 39 del mundo. Destacó en el Abierto de Australia, donde llegó a la cuarta ronda. Su actuación en los torneos de Grand Slam fue notable, alcanzando la cuarta ronda en el Abierto de Francia.

### 2020: Consagración, primer título de Grand Slam y no.4 del mundo
Kenin llevó su éxito en los torneos de nivel inferior en 2019 a los torneos de Grand Slam en 2020.  A pesar de dos derrotas en la segunda ronda para comenzar el año, Kenin ganó el Abierto de Australia para su primer título de individuales de Grand Slam. Solo perdió un set antes de la final, en la cuarta ronda contra su compatriota Coco Gauff. En la semifinal, sorprendió a la número uno del mundo y favorita local Ashleigh Barty.  Luego derrotó a Garbiñe Muguruza en la final, recuperándose de un set en contra. Con la victoria con solo 21 años, se convirtió en la mujer estadounidense más joven en ganar un título de individuales importante desde que Serena Williams ganó Wimbledon en 2002. También se convirtió en la estadounidense más joven en hacer su debut entre los diez primeros en el ranking de la WTA desde Williams en 1999, ascendiendo al número 7 del mundo.  Kenin ganó otro título en el Torneo de Lyon, donde salvó un punto de partido en la segunda ronda y superó un set y un déficit de 5-2 en la ronda siguiente como parte de una racha de cuatro partidos consecutivos de tres sets. Derrotó a Anna-Lena Friedsam en la final. Este fue el último evento de Kenin antes de que el WTA Tour cerrara durante seis meses debido a la pandemia de COVID-19.  En este punto, era la número 4 del mundo, su mejor clasificación en ese momento. 
Cuando se reanudó la gira, Kenin fue segunda cabeza de serie en el US Open, ya que Ashleigh Barty y Simone Halep se habían retirado debido a la pandemia. Aunque perdió en la cuarta ronda ante Elise Mertens, este fue su mejor resultado en el evento hasta la fecha.  Después del torneo, Kenin viajó a Europa para la temporada reprogramada en tierra batida. Aunque perdió su único partido de preparación ante Victoria Azarenka, sin ganar un juego,  Kenin continuó su éxito en el torneo Grand Slam en el Torneo de Roland Garros. Ganó cuatro partidos de tres sets durante las primeras cinco rondas antes de derrotar a la número 11, Petra Kvitová, en las semifinales. Perdió la final en sets seguidos ante Iga Świątek. Al final de la temporada, Kenin fue galardonada como Jugadora del Año de la WTA.

### 2021: Consolidación y Desafíos
Kenin comenzó el año en el puesto 4, pero enfrentó dificultades en los torneos. Aunque tuvo un rendimiento menos constante, logró llegar a las semifinales en algunos torneos importantes. Sin embargo, sufrió algunas lesiones que la limitaron en su rendimiento. En el Abierto de Australia no pudo defender su título y fue eliminada en la segunda ronda.

### 2022: Regreso y Adaptación
Kenin trabajó para recuperar su forma y confianza, aunque su ranking sufrió fluctuaciones. Participó en varios torneos y mostró destellos de su talento, pero no logró títulos significativos. Continuó lidiando con problemas físicos que afectaron su juego.

### 2023: Renacimiento
Tras sufrir varias lesiones y problemas fuera de las pistas, Kenin ha pasado página. En la Billie Jean King Cup 2023, fue capaz de salvar un partido casi imposible ante Viktorija Golubic para darle la victoria a Estados Unidos ante Suiza. Pero, en Roland Garrós 2023, abocada a disputar la fase previa, se despidió de entrada ante la 278 del mundo. Perdió 6-4 y 6-3 ante la fracesa Margaux Rouvroy, 22 años.

## Torneos de Grand Slam

### Individual

#### Títulos (1)
| Año  | Campeonato           | Oponente en la final | Resultado     |
| 2020 | Abierto de Australia | Garbiñe Muguruza     | 4-6, 6-2, 6-2 |

#### Finalista (1)
| Año  | Campeonato    | Oponente en la final | Resultado |
| 2020 | Roland Garros | Iga Świątek          | 4-6, 1-6  |

## Títulos WTA (9; 5+4)

### Individual (5)
| Leyenda                                |
| Grand Slam (1)                         |
| WTA Tour Championships (0)             |
| P. Mandatory & Premier 5, WTA 1000 (0) |
| Premier, WTA 500 (0)                   |
| International, WTA 250 (4)             |

| N.º | Fecha                    | Torneo               | Superficie | Oponente en la final | Resultado           |
| 1.  | 12 de enero de 2019      | Hobart               | Dura       | Anna Schmiedlová     | 6-3, 6-0            |
| 2.  | 23 de junio de 2019      | Mallorca             | Hierba     | Belinda Bencic       | 6-7(2), 7-6(5), 6-4 |
| 3.  | 21 de septiembre de 2019 | Guangzhou            | Dura       | Samantha Stosur      | 6-7(4), 6-4, 6-2    |
| 4.  | 1 de febrero de 2020     | Abierto de Australia | Dura       | Garbiñe Muguruza     | 4-6, 6-2, 6-2       |
| 5.  | 8 de marzo de 2020       | Lyon                 | Dura (i)   | Anna-Lena Friedsam   | 6-2, 4-6, 6-4       |

#### Finalista (4)
| N.º | Fecha                 | Torneo           | Superficie            | Oponente en la final | Resultado     |
| 1.  | 2 de marzo de 2019    | Acapulco         | Dura                  | Yafan Wang           | 6-2, 3-6, 5-7 |
| 2.  | 10 de octubre de 2020 | Roland Garros    | Tierra batida         | Iga Świątek          | 4-6, 1-6      |
| 3.  | 27 de octubre de 2024 | Tokio (Pacífico) | Dura                  | Qinwen Zheng         | 6-7(5), 3-6   |
| 4.  | 6 de abril de 2025    | Charleston       | Tierra batida (verde) | Jessica Pegula       | 3-6, 5-7      |

### Dobles (4)
| Leyenda                                |
| Grand Slam (0)                         |
| WTA Tour Championships (0)             |
| P. Mandatory & Premier 5, WTA 1000 (2) |
| Premier, WTA 500 (1)                   |
| International, WTA 250 (1)             |

| N.º | Fecha                 | Torneos  | Superficie | Pareja                | Oponentes en la final               | Resultado           |
| --- | --------------------- | -------- | ---------- | --------------------- | ----------------------------------- | ------------------- |
| 1.  | 6 de enero de 2019    | Auckland | Dura       | Eugénie Bouchard      | Paige Mary Hourigan Taylor Townsend | 1-6, 6-1, [10-7]    |
| 2.  | 6 de octubre de 2019  | Pekín    | Dura       | Bethanie Mattek-Sands | Jeļena Ostapenko Dayana Yastremska  | 6-3, 6-7(5), [10-7] |
| 3.  | 11 de febrero de 2024 | Abu Dabi | Dura       | Bethanie Mattek-Sands | Linda Nosková Heather Watson        | 6-4, 7-6(4)         |
| 4.  | 31 de marzo de 2024   | Miami    | Dura       | Bethanie Mattek-Sands | Gabriela Dabrowski Erin Routliffe   | 4-6, 7-6(5), [11-9] |

#### Finalista (1)
| N.º | Fecha               | Torneos    | Superficie | Pareja            | Oponentes en la final       | Resultado |
| --- | ------------------- | ---------- | ---------- | ----------------- | --------------------------- | --------- |
| 1.  | 26 de julio de 2025 | Washington | Dura       | Caroline Dolehide | Taylor Townsend Shuai Zhang | 1-6, 1-6  |

## Clasificación histórica
| Abierto de Australia      | A   | A   | A   | 1R  | 2R  | G    | 2R  | 1R  | 1R  | 1R  | 1/7  | 9-6   |
| Roland Garros             | A   | A   | A   | 1R  | 4R  | F    | 4R  | A   | Q1  | 3R  | 0/5  | 13-5  |
| Wimbledon                 | A   | A   | A   | 2R  | 2R  | ND   | 2R  | A   | 3R  | 1R  | 0/5  | 5-5   |
| Abierto de Estados Unidos | 1R  | 1R  | 3R  | 3R  | 3R  | 4R   | 4R  | 1R  | 2R  | 2R  | 0/9  | 11-9  |
| Ganados - Perdidos        | 0-1 | 0-1 | 2-1 | 3-4 | 7-4 | 16-2 | 5-3 | 0-2 | 3-3 | 3-4 | 1/26 | 38-25 |